# بیم (ویرجینیای غربی)
بیم (به انگلیسی: Bim) یک منطقهٔ مسکونی در ایالات متحده آمریکا است که در شهرستان بونی، ویرجینیای غربی واقع شده‌است. بیم ۲۷۷٫۰۷ متر بالاتر از سطح دریا واقع شده‌است.